# Jean Rott
Pour les articles homonymes, voir Rott.
Jean Rott, né le 1er août 1911 à Avricourt (district de Lorraine) et mort le 11 juillet 1998 à Strasbourg, est un historien et archiviste français, spécialiste de l'histoire de l'Alsace et du XVIe siècle.

## Biographie

### Jeunesse et formation
Jean Rott est fils de Georges Rott (1875-1930) et de Marguerite Niess (1880-1960). Il a passé sa jeunesse à Avricourt, où son père était pasteur. L’atmosphère de la maison et l’éducation religieuse ont imprégné Jean Rott de manière durable et lui ont donné le goût, plus tard, pour l’histoire religieuse qu’il abordera aussi bien à travers Bucer qu’à travers les anabaptistes, et à travers bien d’autres approches. L’écolage à Sarrebourg l’a mis en contact avec des mennonites et sensibilisé à l’histoire de cette minorité qui remonte aux anabaptistes du XVIe siècle.
En 1929 Jean Rott intègre l’École nationale des chartes. Sa maîtrise du latin et du grec, à laquelle s’ajoutait une familiarité grandissante avec la paléographie allemande lui permettent de sortir major de sa promotion, en 1933, obtenant son diplôme d’archiviste paléographe avec une thèse sur le chapitre cathédral de Strasbourg aux XIVe et XVe siècles.
Après un début dans la vie active de mai à octobre 1933 qui le conduisit à établir un inventaire des sources de l’histoire de l’Alsace sous la Révolution française, il passa deux années à l’École française de Rome où il rédige un mémoire sur les finances du pape Clément V (1305-1314). En 1935-1936, il accomplit son service militaire. Il réalise ultérieurement une licence d’histoire à l’université de Strasbourg (1938) et un doctorat d’État ès Lettres (sur travaux) en 1975.

### Les débuts dans la vie active
En 1937, Jean Rott est nommé secrétaire au Centre de recherches historiques alsaciennes, institution financée par les deux départements et créé en 1936 par Fritz Kiener et Georges Gromer. Il a pour mission, en particulier, de découvrir des sources inconnues relatives à l’histoire de la province et de rédiger un Répertoire des archives en Alsace. Sa première préoccupation est l’établissement d’un répertoire des institutions, revues et dépôts d’archives, en dehors des dépôts alsaciens, et utiles pour l’histoire de l’Alsace.
C’est à cette époque qu’il réalise sa première publication de sources : il édite, en version latine et en traduction française, les Classicae Epistolaede Jean Sturm, édition qui fait toujours autorité et qui a rendu accessible cette œuvre maîtresse du célèbre humaniste strasbourgeois, premier recteur de la Haute École fondée en 1538.
Comme pour bien d’autres Alsaciens, la période de la guerre et de l’après-guerre fut difficile pour Jean Rott. Il avait été nommé conservateur aux Archives départementales aux côtés de deux Allemands, Karl Stenzel et Manfred Krebs, avec lesquels il entretint d’excellents rapports scientifiques et humains. Mais en septembre et octobre 1944 il est emprisonné par la Gestapo, puis interné au pays de Bade pour avoir refusé d’être volontaire dans la Waffen-SS. Il était officier de réserve français. Après la guerre, il perdit son poste aux Archives départementales.
Il est appelé en 1946 au service de la Bibliothèque nationale et universitaire de Strasbourg, où il œuvra jusqu’en 1963. Il y est chargé tout particulièrement des nouvelles acquisitions et de la réserve des manuscrits, incunables et impressions alsaciennes du XVIe siècle. Des relations nombreuses se tissent à cette époque entre autres avec des spécialistes de Sébastien Brant, Geiler de Kaysersberg et Thomas Murner. Les bases de ses publications à venir sont jetées à cette époque : le rassemblement des lettres de Bucer déjà commencé entre 1940 et 1945 est poursuivi, en contact notamment avec François Wendel et le père Pollet, qui d’ailleurs sollicite encore bien souvent l’aide de Jean Rott au cours des années ultérieures.
Un autre travail, entrepris avec Manfred Krebs, concernait les Actes anabaptistes déjà rassemblés en partie par Jean Adam au début du XXe siècle. La documentation, complétée de manière considérable et annotée selon toutes les règles de l’art, aboutit, en 1959-1960, à la publication de deux volumes d’Actes. Ce travail et d’autres publications scientifiques de qualité entraînent la nomination de Jean Rott au CNRS où il est chargé de recherches de 1964 à 1976, année de sa retraite.

### L’épanouissement
Jean Rott avait été détaché au CNRS pour éditer les correspondances de Jean Sturm et de Martin Bucer. Ce travail nécessita des recherches dans divers pays ou villes d’Europe : en Belgique, à Copenhague, Leyde, Rome, Venise, la Suisse (surtout Zurich) et Paris. Peu à peu, le corpus de la correspondance de Bucer atteignit 2 700 lettres et celui de Sturm 1 400.
Jean Rott s’est toujours efforcé de revenir aux sources et de les mettre à la disposition des historiens. Il est difficile de trouver un autre spécialiste du XVIe siècle qui aurait trouvé et édité autant de sources : les deux premiers volumes d’Actes anabaptistes (1522-1535) ont, d’ailleurs, permis l’élaboration de plusieurs thèses dans le monde. S’y ajoutent deux autres volumes (1536-1552) établis surtout grâce à lui. De 1979 à 1995 sont publiés trois volumes de lettres de Bucer, concernant la première partie de son activité, jusqu’en 1529. D’autres volumes paraissent après sa mort.
Jean Rott a réussi à transmettre sa passion à de jeunes historiens qu’il a initiés à ce travail souvent délicat et ingrat.
Il faudrait citer, à côté de ses grandes publications de sources et des Classicae Epistolae de Sturm, une série d’autres éditions, plus petites mais non moins intéressantes, comme par exemple l’appel du Lecteur des Carmes, Tilman de Lyn (de), de 1521, qui constitue le premier manifeste du mouvement évangélique à Strasbourg. Rott a pris une part déterminante à la publication de catalogues, tel celui de l’exposition à l’occasion du Congrès mondial mennonite de Strasbourg en 1984 sur L’anabaptisme dans la vallée du Rhin de 1525 à 1750. Avec le regretté Rodolphe Peter et d’autres, il a réalisé plusieurs expositions sur la Réformation et l’humanisme en Alsace qui ont fait date.
Jean Rott était membre fondateur du Comité international pour l’édition des Œuvres de Bucer et membre de la Commission pour la publication des Œuvres allemandes de Bucer. Collaborateur zélé du Groupe de recherches sur les non-conformistes religieux des XVIe et XVIIe siècles de la Faculté de théologie protestante (GRENEP), fondé en 1975, il a participé activement au séminaire de DEA d’histoire du christianisme moderne qui se tenait à la Faculté de théologie protestante de Strasbourg. Il était également membre de l’Association française d’Histoire anabaptiste-mennonite et de bien d’autres sociétés ou comités scientifiques.
Jean Rott laisse une œuvre scientifique considérable. Il publia, outre les volumes de sources, plus de 150 articles et contributions à des ouvrages collectifs. En 1986, 63 de ses écrits furent réédités dans deux volumes. S’il n’avait guère de goût pour les grandes synthèses, il excellait dans l’étude de problématiques particulières, renouvelant un sujet par la découverte de nouvelles sources et en corrigeant d’anciennes approches. Il s’intéressait aussi bien à l’histoire économique qu’aux conflits sociaux, aux institutions ou à la religion.
Pour ce qui est de l’histoire du protestantisme alsacien, il s’inscrivait dans la lignée des André Jung, Timotheus Wilhelm Röhrich, Rodolphe Reuss, Jean Adam. Outre la Réforme à Strasbourg, il s'intéresse à l’humanisme en Alsace, la Réforme en France, la Guerre des paysans, l’anabaptisme. La plupart des grandes figures du XVIe siècle strasbourgeois ont suscité son intérêt et fait l’objet de publications, avec une prédilection pour Bucer, Jacques et Jean Sturm, Calvin, Sleidan. Il collabore à de nombreuses notices du Nouveau Dictionnaire de biographie alsacienne.

## Hommages
- 1938 : prix Jacques Flach de l’Académie des sciences morales et politiques[13]
- 1977  : Grand prix d’honneur de la Société des amis du Vieux Strasbourg
- 1980 : un volume de mélanges est publié en son honneur[14].
- 1987 :  docteur honoris causa de l’université de Münster en Westphalie
- 1991 : docteur honoris causa de l’université de Neuchâtel.

## Publications
La liste chronologique de ses publications jusqu’en 1986 figure dans les Investigationes historicae, Église et Société au XVIe siècle, t. I, XXI-XXXII.